# Maryah
M/Y Maryah är en megayacht. Den har sitt ursprung från 1991, när den sjösattes av det polska skeppsvarvet Szczecinska, och var byggt som ett forskningsfartyg åt Sovjetunionen (senare Ryssland). I ett senare skede köptes fartyget och blev fullkomligt ombyggt av det grekiska skeppsvarvet Elefsis Shipyards till att vara en megayacht. Det rapporteras 2019 om att ägaren till Maryah är den emiratiske prinsen och nationella säkerhetsrådgivaren Tahnoun bin Zayed Al Nahyan av Abu Dhabi.
Maryah designades både exteriört och interiört av H2 Yacht Design. Megayachten är 125 meter lång och har en kapacitet på 54 passagerare. Hur många besättningsmän och hur många hytter den har är ej känt men den har minst en helikopter.